# Adam Maher
Adam Maher (* 20. Juli 1993 in Ait Izzou) ist ein niederländischer Fußballspieler.

## Karriere

### Verein
Maher spielte in der Jugend für SV Diemen und AVV Zeeburgia und wechselte danach zu AZ Alkmaar. Dort kam er am 15. Dezember 2010 zu seinem ersten Profieinsatz beim Europa-League-Spiel gegen BATE Baryssau, in dem er ein Tor schoss. Sein Debüt in der Eredivisie folgte am 6. März 2011 beim Spiel gegen Ajax Amsterdam.
In der Sommerpause 2013 wechselte Maher zur PSV Eindhoven. Die Ablöse betrug acht Millionen Euro. Für die Saison 2016/17 wurde er von diesem Verein an den türkischen Erstligisten Osmanlıspor FK ausgeliehen. Im Januar 2018 folgte dann der Wechsel zu Twente Enschede.
Ab September 2018 stand Maher wieder bei seinem Jugendverein AZ Alkmaar in der niederländischen ersten Liga unter Vertrag. Bereits ein Jahr später wechselte er zum FC Utrecht, wo er einen Vertrag mit drei Jahren Laufzeit unterschrieb.
In seiner ersten Saison bestritt er dort 23 von 25 möglichen Ligaspielen bis zum Abbruch der Saison infolge der COVID-19-Pandemie, in denen er drei Tore schoss sowie zwei Spiele in der Qualifikation zur Europa League und vier Pokalspiele mit zwei Toren. In der nächsten Saison waren es 25 von 33 möglichen Ligaspielen, in denen er zwei Tore schoss, sowie ein Pokalspiel und zwei ligainterne Qualifikationsspiele zum Europapokal. In der Saison 2021/22 wurde er bei 32 von 34 möglichen Ligaspielen und zwei Pokalspiele eingesetzt und erzielte jeweils ein Tor in beiden Wettbewerben.
Nach Ablauf seines Vertrages wechselte Maher Mitte Juli 2022 zum saudi-arabischen Verein Damac FC. Hier bestritt er in seiner ersten Saison 29 von 30 möglichen Ligaspielen und ein Pokalspiel. In der nächsten Saison stand er nur bei den ersten vier Ligaspielen auf dem Platz. Danach wurde er nicht mehr berücksichtigt. Ende Januar 2024 wurde er nach Katar an al-Wakrah SC ausgeliehen.

### Nationalmannschaft
Am 14. November 2011 debütierte er in der niederländischen U-21-Nationalmannschaft, als er beim Spiel gegen Schottland in der Startaufstellung stand. Sein erster Einsatz für die niederländische Fußballnationalmannschaft folgte am 15. August 2012 beim Spiel gegen Belgien. Zuletzt wurde er 2013 bei einem Qualifikationsspiel gegen Andorra in den Nationalkader berufen.

## Erfolge
- Niederländischer Meister: 2015, 2016
- Gewinner niederländischer Pokal: 2012/13
- Gewinner niederländischer Supercup: 2015